# Konstantin Sergejevič Merežkovskij
Konstantin Sergejevič Merežkovskij (rusky Константи́н Серге́евич Мережко́вский; 23. červencejul./ 4. srpna 1845greg. – 28. prosince 1920jul./ 10. ledna 1921greg.) byl ruský biolog a botanik, který při výzkumu lišejníků formuloval teorii symbiogeneze, podle které se velké komplexní buňky vyvíjejí v symbiotickém vztahu s jednoduššími buňkami. Teorii zveřejnil v roce 1910 v ruštině v práci Theorie der zwei Plasmaarten als Grundlage der Symbiogenesis, einer neuen Lehre von der Ent‐stehung der Organismen, základní myšlenky však publikoval již v roce 1905 v práci Über Natur und Ursprung der Chromatophoren im Pflanzenreiche.
Konstantin se narodil v Petrohradě, do početné rodiny se šesti syny a třemi dcerami. Otec Sergej Ivanovič byl vyšším úředníkem několika ruských gubernátorů (m. j. I. D. Talyzina v Orenburgu) než se stal tajným radou na dvoře Alexandra II. Maminka Varvara Vasiljevna (née Čerkasovová), dcera petrohradského policejního úředníka, byla milovnice umění a literatury. Mezi sourozenci vynikl mladší bratr Dmitrij Merežkovskij (1866–1941), který byl spisovatelem.
Mezi lety 1875 a 1880 studoval na Petrohradské univerzitě. Cestoval na sever k Bílému moři, aby zkoumal mořské bezobratlé a objevil druh polypovců. Po promoci odjel do Francie a do Německa, setkal se tam s uznávanými vědci, v Paříži publikoval z práce oblasti antropologie a zvířecího zbarvení.

## Kariéra
V roce 1883 se oženil s Olgou Petrovnou Sultanovovou a začal vyučovat na Petrohradské univerzitě. V roce 1886 z neznámých důvodů z Ruska emigrovali, snad bylo příčinou zneužívání dětí, ze kterého byl Merežkovskij později obviněn. Usadili se na Krymu, kde nalezl práci jako botanik, a zabýval se bobulemi vinné révy. Zároveň shromáždil rozsáhlou sbírku rozsivek z Černého moře. V roce 1898 zanechal manželku a mladého syna na Krymu a emigroval do Ameriky, kde si začal říkat William Adler. V Kalifornii pracoval jako botanik v Los Angeles a na Univerzitě v Berkeley, kde, s využitím vlastních sbírek z Černého moře, vypracoval nový způsob klasifikace rozsivek založený na jejich vnitřní struktuře. V roce 1902 se vrátil do Ruska a stal se kurátorem zoologických sbírek na Univerzitě v Kazani v Tatarstánu. Zde začal v roce 1904 vyučovat a počal rozvíjet myšlenky mutualismu složitých buněk. V roce 1914 byl stíhán pro znásilnění 26 dívek. Z univerzity byl vyhozen a uprchl do Francie. V roce 1918 odešel do Botanické zahrady v Ženevě, kde pracoval v Delessertově sbírce lišejníků.

## Smrt
V Ženevě trpěl těžkou depresí, ocitl se bez prostředků a 9. ledna 1921 byl ve svém hotelovém pokoji nalezen mrtev.